# アルド・チェッカート
アルド・チェッカート（Aldo Ceccato, 1934年2月18日 ミラノ – ）は、イタリアの指揮者。

## 人物・来歴
1934年、ミラノ生まれ。
セルジュ・チェリビダッケの助手を務めた後、1973年から1977年までデトロイト交響楽団、1985年から1990年までベルゲン・フィルハーモニー管弦楽団の音楽監督、1991年から1994年までスペイン国立管弦楽団の首席指揮者を務めた。

## 音楽
ヴィクトル・デ・サバータの娘と結婚したことから、ハイペリオン・レーベルにサバータの管弦楽曲集を録音している。また、マーラーが編曲したシューマンの4つの交響曲も録音した。オペラ指揮者としては、1971年にベヴァリー・シルズと共演して、ドニゼッティの《マリア・ストゥアルダ》とヴェルディの《椿姫》を録音した。